# Jabodetabek

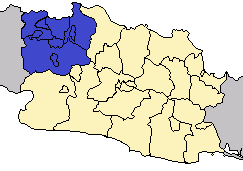
Jabotabek

Jabodetabek is de naam van het verstedelijkte gebied rondom Jakarta, Indonesië. De bevolking wordt in 2014 geschat op 30 miljoen. Hierdoor is het de grootste metropool van Indonesië en is het na Groot-Tokio en het verstedelijkt gebied rond Guangzhou de op twee na grootste metropool ter wereld.
Het gebied bestaat uit Jakarta (een provincie op zich) en de drie aangrenzende regentschappen Bekasi en Bogor in West-Java en Tangerang in Banten, inclusief de steden Bogor, Depok, Bekasi en Tangerang.
De naam van het gebied Jabo(de)tabek is een samentrekking van de volgende steden: Jakarta, Bogor, Depok, Tangerang en Bekasi. Toen de metropoolregio in de jaren 70 werd opgericht was de naam Jabotabek (nog zonder 'de' van Depok).

## Demografie
Van alle inwoners wonen er ongeveer 8,7 miljoen in Jakarta; 5,6 miljoen in de steden Bogor, Depok, Tangerang en Bekasi; en 9,1 miljoen in de drie regentschappen (Bekasi, Tangerang en Bogor). De bevolking groeit geleidelijk door immigratie van bewoners uit andere gebieden in Indonesië.
| Administratie           | Oppervlakte (km²) | bevolking 2005 | Bevolkingsdichtheid (/km²) |
| ----------------------- | ----------------- | -------------- | -------------------------- |
| Jakarta                 | 664               | 10.609.681     | 15.959                     |
| Bogor                   | 118               | 1.043.970      | 8.881                      |
| Depok                   | 200               | 2.056.335      | 10.415                     |
| Tangerang               | 154               | 1.911.914      | 12.421                     |
| Bekasi                  | 210               | 2.564.000      | 9.500                      |
| Bogor (regentschap)     | 3.441             | 5.427.608      | 2.026                      |
| Tangerang (regentschap) | 1.110             | 3.245.619      | 2.567                      |
| Bekasi (regentschap)    | 1.484             | 3.113.017      | 1.316                      |
| Metropool               | 7.315             | 31.541.900     | 4.899                      |

 Bron: BPS 
De Indonesische overheid verwachtte dat de bevolking in 2016 de 32 miljoen zou bereiken.